# Porto di Augusta
Il porto di Augusta, sito in provincia di Siracusa, è un importante porto commerciale, industriale e turistico italiano e importante base navale della Marina Militare italiana. È posto alla latitudine 37° 11',72 Nord e longitudine 15° 14',07 Est

## Storia
L'approdo naturale è stato utilizzato sin dai tempi remoti; è tuttavia al tempo di Federico II di Svevia che la baia viene dotata di fortificazioni in grado di esercitare il controllo della costa. Nel 1626 Pietro Della Valle descrive così i forti del porto di Augusta:
()
Il porto venne utilizzato dalla Regia Marina durante la guerra italo-turca negli anni dieci. Negli anni venti fu realizzato l'idroscalo di Augusta e intorno agli inizi degli anni trenta venne costruita gradualmente la struttura della importante base militare navale attualmente esistente. Durante lo sbarco in Sicilia degli Alleati il porto venne sottoposto a ripetute incursioni aeree e una volta occupato, dal 1943 al 1946 fu utilizzato come base della marina britannica. Divenne quindi base della Marina Militare.
Dal 1º novembre 2002 il porto di Augusta è sede del Comando Militare Autonomo in Sicilia, trasferitovi dalla precedente sede di Messina.

### Il porto commerciale
La nascita del polo petrolchimico siracusano il cui primo insediamento, la raffineria di petrolio Rasiom del petroliere Moratti, sorse nel 1949 può considerarsi l'inizio dell'attività industriale su larga scala del porto. L'area costiera continuò ad essere interessata da grandi insediamenti; nel 1956 presso la rada di Augusta, fu costruita la SINCAT (Società Industriale Catanese) del gruppo Edison che si occupava di chimica inorganica e fertilizzanti, la centrale termoelettrica Tifeo, poi la Liquigas, la Migas Sicilia e la Ilgas, le officine Grandis, la Sotis Cavi e la Siciltubi. Nel 1960, per la produzione di ammoniaca, la Augusta Petrolchimica. Tutte attività che richiedevano un grande movimento annuo di navi di grande stazza.
Nel 1961 la Esso rilevò la raffineria di Augusta aprendo un processo produttivo di lubrificanti. E negli anni anche la Espesi nella penisola di Magnisi, per l'estrazione del bromo dall'acqua marina. Nel 1973 di fronte alla Rasiom sorse la Liquichimica, divenuta poi Chimica Augusta, Enichem, Condea ed oggi Sasol Italy. Nel 1975 entrò infine in funzione lo stabilimento petrolchimico dell'Isab, per la produzione di combustibili a basso tenore di zolfo. Nella rada portuale si sviluppò Anche tutto un indotto di grandi costruzioni meccaniche e cantieristiche con produzione di piattaforme petrolifere.

## Caratteristiche principali

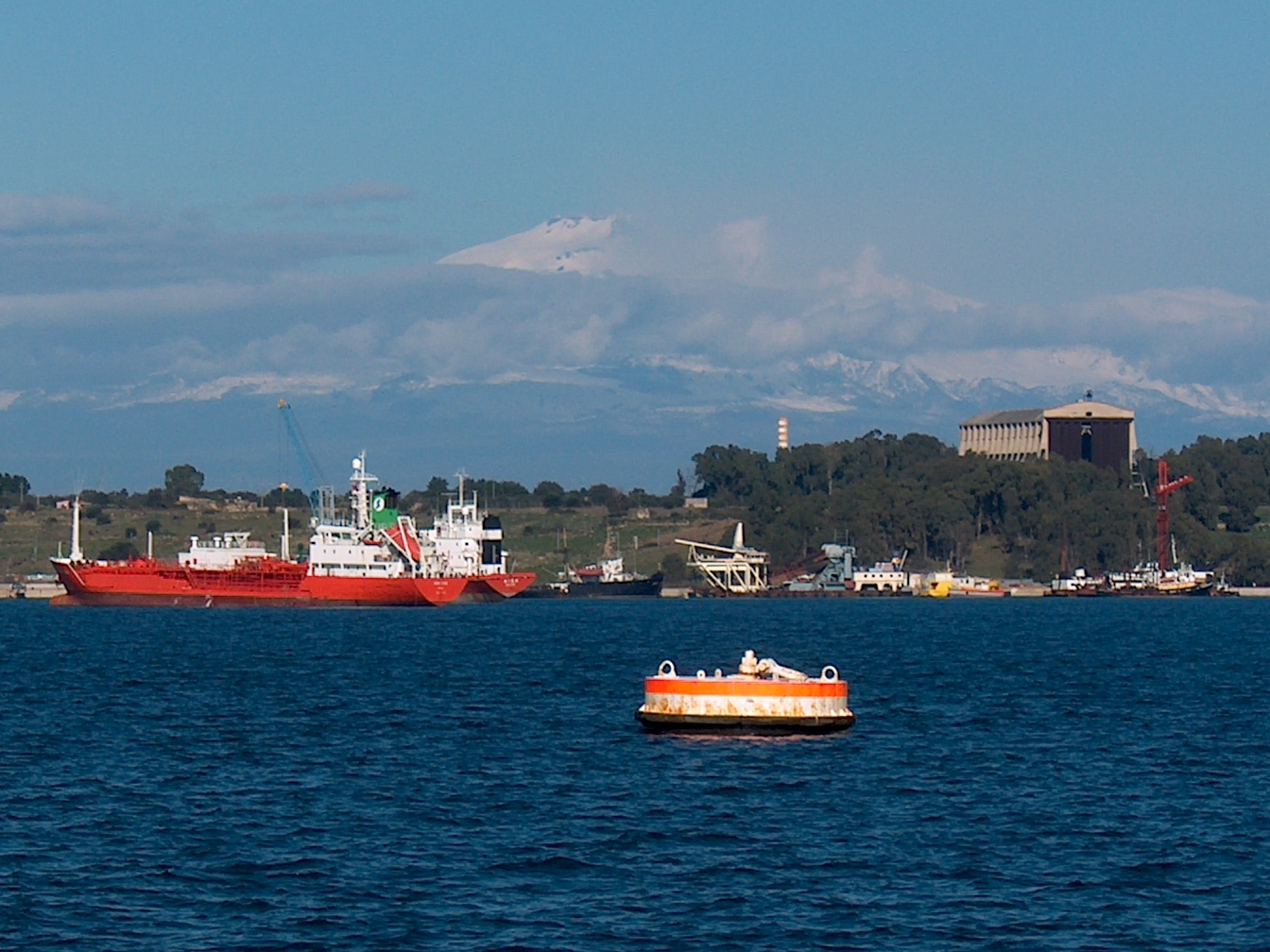
Strutture portuali del porto di Augusta

Il porto occupa interamente la baia di Augusta ed è composto da tre grandi sezioni:
- Porto Xifonio che è la parte di mare compresa fra Punta Izzo e Punta Carcarella.
- Porto Megarese: è la sezione di rada interna della costa nord/ovest delimitata dalle dighe settentrionale, centrale e meridionale.
- Seno del Priolo: è il settore posto di fronte agli impianti di raffinazione di petrolio ed è compreso tra la diga megarese meridionale e la penisola di Magnisi.

Il complesso portuale è protetto da circa 6,5 km di dighe foranee con due aperture di ingresso. Il complesso di pontili raggiunge 6,8 km di lunghezza e dispone di 43 accosti disposti su 1.160 m di banchine Lo specchio d'acqua assomma a 45.000 metri quadrati, il pescaggio medio è di 14–18 m, con punti fino a 22 m. Le superfici attrezzate sono di oltre 250.000 metri quadrati, con estensioni previste nell'ambito del recupero delle aree industriali adiacenti dismesse. Il complesso portuale è dotato di cantieri navali, di riparazione, rimessaggio e rifornimento. Una parte cospicua è dotata di attracchi e attrezzature ad uso turistico/diportistico.
Una delle attività principali del porto è rappresentata dall'attività di trasporto marittimo dei prodotti di raffinazione del petrolio.
Il porto nel 2006 è risultato il quinto in Italia per flusso merci, con 32.360 milioni di tonnellate di merci movimentate; l'anno dopo, il 2007 ha registrato un incremento a 33.041 milioni di tonnellate, di cui 31,5 sono costituite da merci rinfuse liquide il che ne fa il principale porto petrolifero italiano.
Il porto di Augusta movimenta inoltre prodotti chimici, fertilizzanti, cemento, fosfati, ferro, legname, marmo, basalto e carbone fossile per un totale annuo di circa 1,5 milioni di tonnellate.
Il traffico container (espresso in TEU) nel 2024 è stato di 34.528 unità.
Sono in corso i lavori per collegare il porto alla linea ferroviaria Siracusa-Catania.
Il porto è sede della capitaneria di porto di Augusta.